# Felix Wiedwald
Felix Wiedwald (Thedinghausen, Baixa Saxònia, 15 de març de 1990) és un futbolista alemany que actualment juga al primer equip del MSV Duisburg.